# Gambi
Pour les articles ayant des titres homophones, voir Gambie et Les Gambys.
Gambi, est un rappeur français né le 10 juillet 2001 à Fontenay-sous-Bois dans le Val-de-Marne.

## Biographie

### Enfance et jeunesse

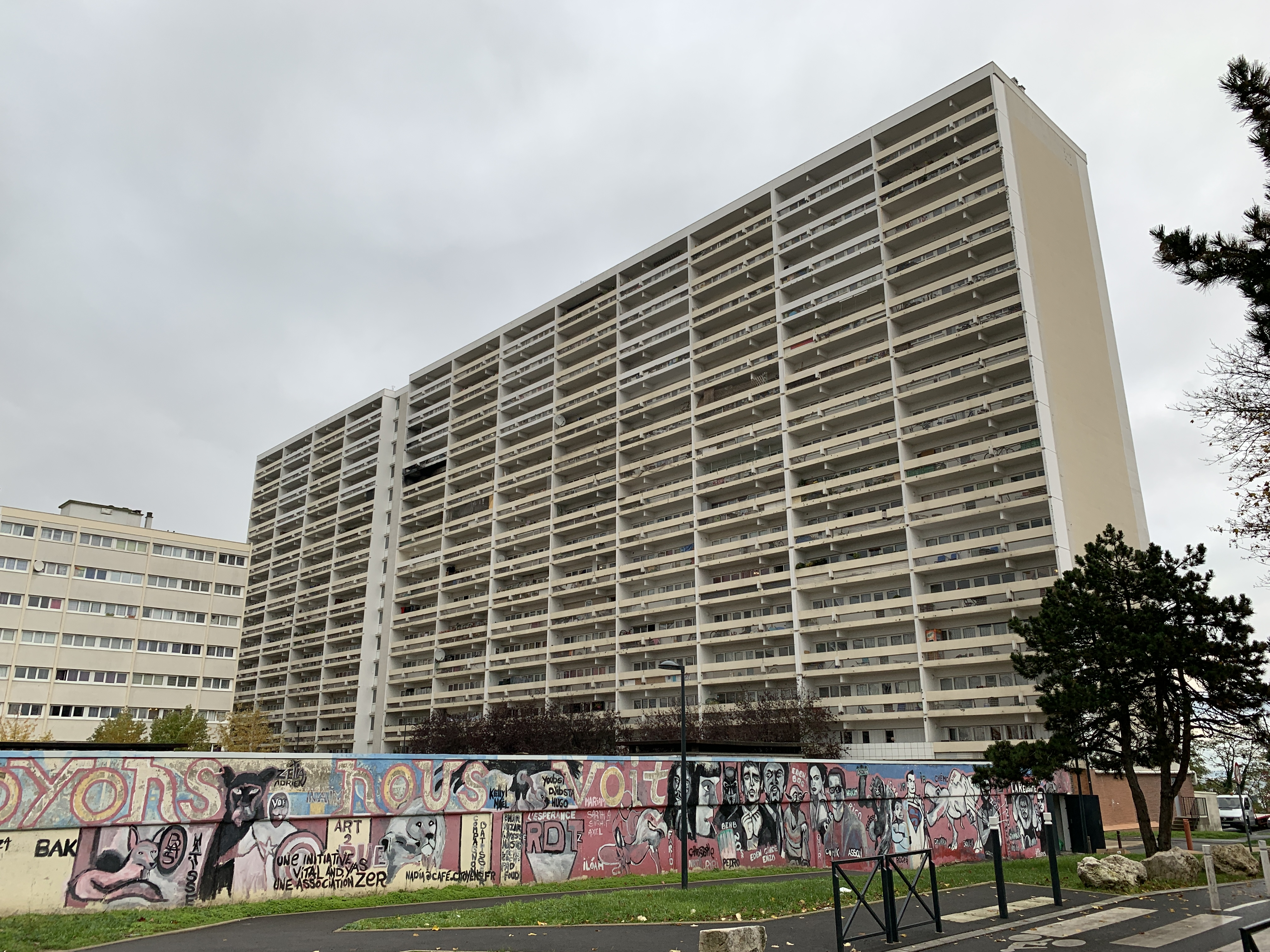
Quartier de La Redoute.

Gambi naît le 10 juillet 2001 et grandit dans le quartier de La Redoute à Fontenay-sous-Bois,,,.

### Carrière

#### Débuts avec sa série de titreMakak(2018)
En parallèle de son travail en tant que livreur de sushis, Gambi commence une carrière musicale en 2018 en publiant sa série de clips Makak sur YouTube. 

#### Signature chez Rec. 118 et ses nombreux succès (2019)
En mai 2019, Gambi signe avec le label Rec. 118, filiale de Warner Music France, et se fait connaître grâce à son titre La Guenav. En juin, il enchaîne avec le morceau Oulalah. En août, il sort le titre Hé oh, qui atteint le sommet des charts français fin septembre 2019,. Lors de la Fashion Week de Paris 2019, il est invité à défiler pour la marque AfterHomeWork.
Le 4 octobre 2019, Gambi dévoile le single Popopop, qui réalise le 9ᵉ meilleur démarrage mondial de la journée sur Spotify, avec 875 000 streams,,,. Ce morceau se hisse également à la première place des charts français, devenant son deuxième titre consécutif à atteindre ce rang. En octobre, Hé oh est certifié single d’or, et en novembre, Popopop obtient cette même certification tandis que Hé oh est certifié single de platine.
En novembre 2019, Gambi est invité par le rappeur marseillais TK sur le titre Stevez, et le mois suivant, est invité par le rappeur belge Hamza sur le titre Gasolina.

#### Album:La vie est belle(2020)
Après la diffusion d'un premier extrait un mois plus tôt, Gambi sort son premier album, intitulé La vie est belle, le 10 juillet 2020.
De décembre 2020 à novembre 2021, le rappeur semble inactif, disparaissant sur les réseaux sociaux.

#### Singles:KhedmaetPETETE(2021-2022)
À la fin de l'année 2021, le rappeur annonce son retour avec son morceau Khedma.
En 2022, il enchaîne les singles sans grand succès jusqu’en juillet où il dévoile PETETE qui entre directement au sommet des charts français pendant plusieurs semaines. Le titre est certifié single d’or en même pas 1 mois et fini diamant en moins de 6 mois soit en février 2023.

#### Album:N’A STRAGIA(2023)
Mars 2023, Gambi dévoile deux singles en l’espace d’une semaine, Ils ont pété et Purple avec Naps certifié single d’or fin 2024.
Le mois suivant, Gambi annonce la sortie de son deuxième album N’A STRAGIA pour le 9 juin 2023. Il sort le deuxième extrait GUETTE le 11 mai 2023, le titre entrera plus tard en playlist sur Skyrock après la sortie de l’album.
Le projet se vend à 3 602 exemplaires en première semaine, un résultat décevant justifié par un manque de communication sur les réseaux et une promo en interview inexistante.
À peine deux mois après la sortie de l’album, Gambi annonce la sortie d’un featuring avec le rappeur américain NLE Choppa. Le titre Bonjour sort le 18 août et se classe dans les 25 premières places du Top Singles après une semaine d’exploitation.

#### HÉHÉ HÉet quelques apparitions (2024)
En 2024, Gambi se fait plutôt discret avec seulement quelques apparitions sur les projets de Kerchak  sur le titre Ferrero et Fresh La Douille sur Ah ahah.[source secondaire souhaitée] En solo, il dévoilera deux titres pendant l’été, HÉHÉ HÉ en juillet et Tentation avec Hamza en août.

#### Loco loco (2025)
Le 9 mai 2025, Gambi revient sur les réseaux sociaux après près de 9 mois d’absence avec un extrait du single Loco loco qui sort la semaine d’après[source secondaire souhaitée].

## Discographie

### Singles
- 2018 : Makak
- 2018 : Makak 2
- 2018 : Makak 3
- 2018 : Makak 4
- 2018 : Makak 5
- 2018 : Makak 6
- 2019 : On vend
- 2019 : C'est moi Mbappé
- 2019 : Hess
- 2019 : La Guenav  Or
- 2019 : Oulalah
- 2019 : HÉ OH  Diamant
- 2019 : POPOPOP  Diamant
- 2020 : Dans l'espace (feat. Heuss l'Enfoiré)  Diamant
- 2020 : MACINTOSH  Platine
- 2021 : Khedma
- 2021 : Viva
- 2022 : Paqueta
- 2022 : PETETE  Diamant
- 2023 : ILS ONT PÉTÉ
- 2023 : GUETTE
- 2023 : Bonjour (feat. NLE Choppa)
- 2024 : HÉHÉ HÉ
- 2024 : Tentation (feat. Hamza)
- 2025 : LOCO LOCO
- 2025 : COACHELLA
- 2025 : Vous me plaisez

### Apparitions
- 2019 : Stevez (single de TK)

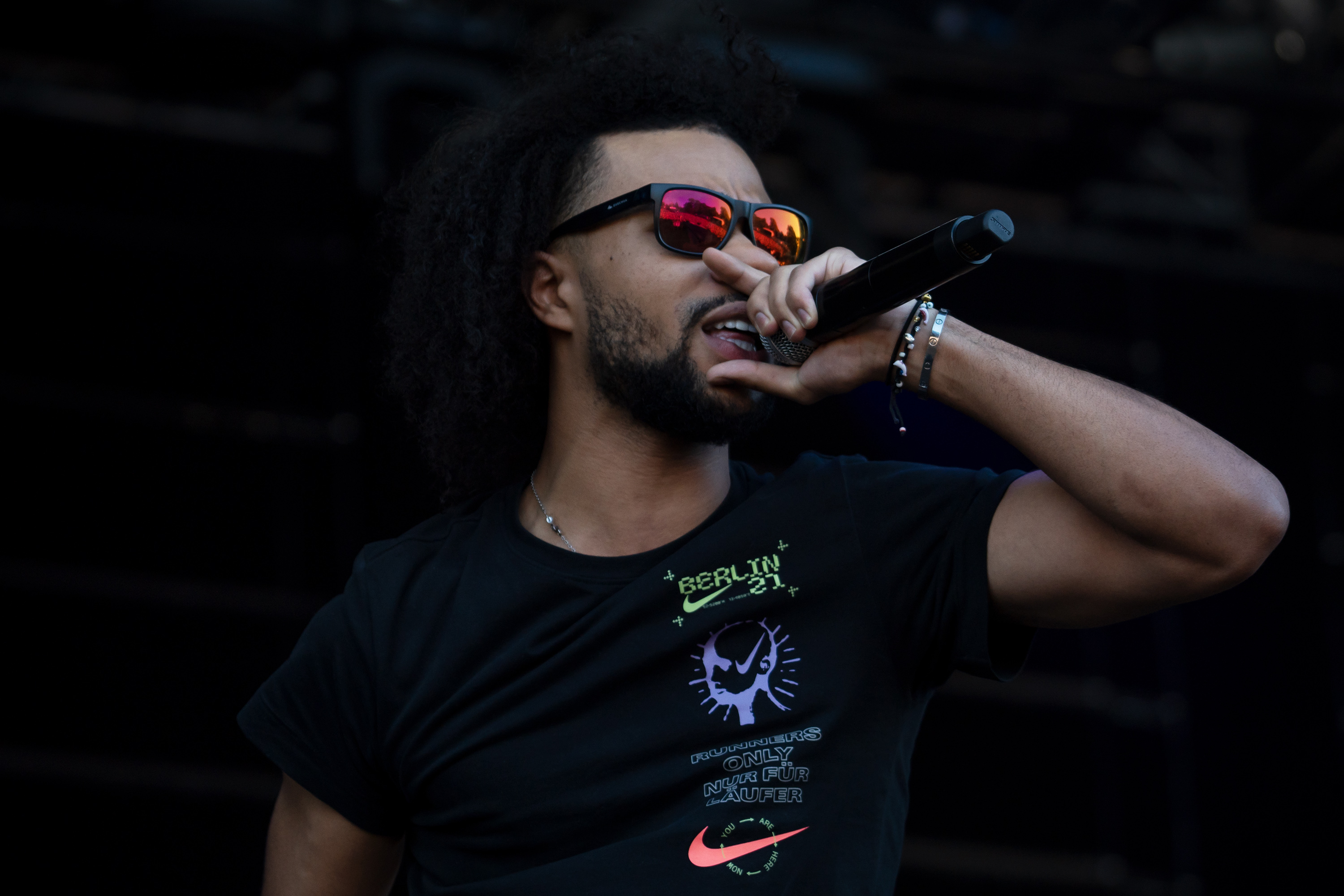
Gambi au festival La Nuit de l'Erdre 2022.

- 2019 : Bouge-moi de là (feat. Gips, Houari GP, Le K, TK, Moubarak, Miklo, A-Deal & Kamikaz, sur l'album C'est pas des LOL de Jul)
- 2019 : Gasolina (sur la mixtape Santa Sauce 2 de Hamza) Diamant
- 2020 : Chihuahua (sur l'album Vintage de Soolking)
- 2020 : Servis (sur l'album Oxyz de Squeezie)
- 2020 : Dada (single de Roms)
- 2021 : Cash Love (feat. Ocevne, sur la compilation 20/21 du label Rec. 118)
- 2023 : Purple (sur l'album En temps réel de Naps)  Or
- 2023 : LET’S GO PARTY (single de Lvbel C5)
- 2024 : Ferrero (sur la mixtape Saison 2 de Kerchak)
- 2024 : Ah ahah (sur l’EP Sang neuf de Fresh La Douille)